# Granica niemiecko-słowacka
Granica niemiecko-słowacka – granica międzypaństwowa pomiędzy de facto należącym do III Rzeszy Protektoratem Czech i Moraw oraz właściwymi terytoriami Rzeszy (dawne ziemie austriackie) i faszystowską Pierwszą Republiką Słowacką. Granica miała 240 kilometrów długości.
Początek granicy stanowił trójstyk z Węgrami. Następnie przebiegała ona w kierunku północnym wzdłuż Dunaju, zaś dalej wzdłuż rzeki Morawy. Granica kończyła się na trójstyku z Polską (od 1939 r. z Generalnym Gubernatorstwem).